# Gouvernement Boronov
République kirghize
 Abulgazev S. Japarov I
Le gouvernement Koubatbek Boronov est le gouvernement de la République kirghize  du 17 juin au 14 octobre 2020.

## Historique

### Formation
Le gouvernement est formé le 17 juin 2020, à la suite de la démission la veille du Premier ministre Muhammetkaly Abulgazev en raison d'accusations de corruption.
Il est dirigé par le vice-Premier ministre sortant Koubatbek Boronov et reprend l'essentiel de la composition du gouvernement précédent.

### Succession
Le 6 octobre 2020, les manifestations qui se déroulent contre le résultat des élections législatives deux jours plus tôt entraînent la démission du Premier ministre Boronov et son remplacement par Sadyr Japarov, élu par le Conseil suprême le même jour pour assurer l'intérim. Le premier vice-Premier ministre Almazbek Baatyrbekov est de son côté nommé le 9 octobre Premier ministre par intérim par le président Jeenbekov.
Le 10 octobre 2020, le Parlement se réunit à nouveau et approuve le gouvernement de Japarov à l'unanimité. Le décret de nomination de Japarov est retourné au Parlement par le président Jeenbekov. Le gouvernement Japarov est de nouveau approuvé par le Parlement le 14 octobre et le président signe son décret de nomination dans la foulée.

## Composition
- Les nouveaux ministres sont indiqués en gras, ceux ayant changé d'attributions en italique[8],[9].

| Poste                                                                               | Titulaire                     | Titulaire                                                           | Parti                 |
| ----------------------------------------------------------------------------------- | ----------------------------- | ------------------------------------------------------------------- | --------------------- |
| Premier ministre                                                                    |                               | Koubatbek Boronov                                                   | Indépendant           |
| Premier vice-Premier ministre                                                       |                               | Almazbek Baatyrbekov                                                | Kirghizistan          |
| Vice-Premier ministre Chargé de la Sécurité                                         |                               | Akram Madumarov                                                     |                       |
| Vice-Premier ministre Chargé des Affaires économiques                               |                               | Erkin Asrandiev                                                     |                       |
| Vice-Premier ministre Chargé des Affaires sociales                                  |                               | Aida Ismailova                                                      | Respoublika Ata-jourt |
| Ministre des Affaires étrangères                                                    |                               | Chingiz Aidarbekov                                                  |                       |
| Ministre des Affaires internes                                                      |                               | Kashkar Dzhunushaliev (jusqu'au 06/10/20) Koursan Asanov (intérim)  |                       |
| Ministre de la Justice                                                              |                               | Marat Zhamankoulov                                                  |                       |
| Ministre des Finances                                                               |                               | Baktygul Jeenbaeva (jusqu'au 06/10/20) Kiyalbek Moukachev (intérim) |                       |
| Ministre de l'Économie                                                              |                               | Sanzhar Mukanbetov                                                  |                       |
| Ministre de l'Agriculture, de l'Industrie alimentaire et des réclamations foncières |                               | Erkinbek Choduev                                                    |                       |
| Ministre du Transport et des routes                                                 |                               | Zhanat Beishenov                                                    |                       |
| Ministre des Situations d'urgence                                                   |                               | Zamirbek Askarov                                                    |                       |
| Ministre de l'Éducation et de la Science                                            |                               | Kanybek Isakov                                                      | PSDK                  |
| Ministre de la Santé                                                                |                               | Sabirzhan Abdikarimov                                               |                       |
| Ministre de la Culture, de l'Information et du Tourisme                             |                               | Azamat Zhamankoulov                                                 |                       |
| Ministre du Travail et du Développement social                                      |                               | Ulukbek Kochkorov                                                   | Respoublika Ata-jourt |
| Dirigeant du Bureau gouvernemental                                                  |                               | Taalaibek Temiraliev                                                |                       |
| Président du comité pour la Défense                                                 |                               | Erlis Terdikbaev                                                    |                       |
| Président du comité pour l'Industrie, l'Énergie et les Ressources minières          |                               | Emil Osmonbetov                                                     |                       |
| Président du comité pour les Technologies de l'information et les Communications    |                               | Altynbek Ismailov                                                   |                       |
| Président du comité pour la Sécurité nationale                                      |                               | Orozbek Opoumbaev (jusqu'au 06/10/20)                               |                       |
| Président du comité pour la Sécurité nationale                                      | Omurbek Souvanaliev (intérim) |                                                                     |                       |